# Park Narodowy Arrecifes de Xcalak
Park Narodowy Arrecifes de Xcalak (hiszp. Parque nacional Arrecifes de Xcalak) – park narodowy w Meksyku, w stanie Quintana Roo. Został utworzony 27 listopada 2000 roku i zajmuje obszar 179,49 km² (w tym 134,28 km² to wody morskie). Od 2003 roku jest wpisany na listę konwencji ramsarskiej. 

## Opis
Park znajduje się przy granicy z Belize i obejmuje rafę koralową położoną wzdłuż wschodniego wybrzeża półwyspu Jukatan (w pobliżu miasta Xcalak), a także fragment wybrzeża. Rafa jest częścią drugiego co do wielkości systemu rafowego na świecie – Sistema Arrecifal Mesoamericano (po Wielkiej Rafie Koralowej u wybrzeży Australii). System ten ciągnie się wzdłuż wybrzeży Belize, Hondurasu, Gwatemali i Meksyku (stan Quintana Roo) i ma długość około 1000 kilometrów. 
Klimat wilgotny i ciepły. Średnia roczna temperatura w parku wynosi ponad +26 °C.

## Szata roślinna
Na wybrzeżu rosną m.in.: Ambrosia hispida, Sesuvium portulacastrum, Sporobolus virginicus, Conocarpus erectus, Canavalia rosea, Bucida spinosa, Pithecellobium keyense, Pouteria campechiana, Metopium brownei, Buxus bartlettii, Cameraria latifolia, Talisia olivaeformis, kokkoloba gronowa, Ernodea littoralis, błonczatka nadmorska, Tournefortia gnaphalodes, kokos właściwy, Piscidia piscipula, Thrinax radiata, Batis maritima, pigwica właściwa, Bravaisia tubiflora, Randia aculeata, Salicornia perennis, brosimum darzymlecznia, Pithecellobium mangense, Psychotria nervosa, Malvaviscus arboreus, Acacia gaumeri, Bromelia alsodes i Mimosa bahamensis.
Namorzyny tworzą przeważnie gatunki: Avicennia germinans, Laguncularia racemosa i Rhizophora mangle. 
Trawy morskie rosnące w parku to głównie: Halodule wrightii, Thalassia testudinum i Syringodium filiforme. 

## Fauna
Koralowce występujące w parku to krytycznie zagrożone wyginięciem (CR) Acropora palmata, Agaricia tenuifolia, Madracis decactis, Diploria labyrinthiformis, Eusmilia fastigiata, Millepora complanata, Diploria strigosa, Agaricia humilis, Siderastrea siderea i Acropora cervicornis, zagrożone wyginięciem (EN) Montastraea annularis, Montastraea faveolata i Millepora alcicornis, narażony na wyginięcie (VU) Porites colonensis, a także m.in.: Briareum asbestinum, Iciligorgia schrammi, Pseudopterogorgia acerosa, Plexaurella grandiflora, Acropora prolifera, Agaricia fragilis, Montastraea cavernosa, Porites porites i Porites furcata.
Żyje tu 98 gatunków ryb. Są to zagrożona wyginięciem (EN) manta, narażony na wyginięcie (VU) żarłacz żółty, a także m.in.: pokolec turkusowy, Halichoeres garnoti, talasoma sinogłowa, chromis niebieski, Stegastes partitus, Sparisoma aurofrenatum, Scarus taeniopterus, Acanthurus bahianus, Aulostomus maculatus,  rogatnica piękna, Cantherhines pullus, Holocentrus adscensionis, Sparisoma chrysopterum, Equetus punctatus, Hypoplectrus nigricans, Ophioblennius atlanticus, żarłacz karaibski i żarłacz czarnopłetwy. 
W parku występuje 155 gatunków ptaków. Są to m.in.: kormoran rogaty, kormoran oliwkowy, fregata wielka, czapla biała, czapla śniada, czapla trójbarwna, czapla rdzawoszyja, ibis biały, warzęcha różowa, rakojad, sępnik różowogłowy, dławigad amerykański, przedrzeźniacz czarny, kusacz cynamonowy, pelikan brunatny, biegus karłowaty, mewa karaibska, rybitwa czubata, czakalaka północna, amazonka białoczelna, amazonka żółtokantarowa, złocik widłosterny, szmaragdzik kropkowany, elenia karaibska i lasówka szkarłatna. 
Odnotowano tu 27 gatunków płazów i gadów. Są to krytycznie zagrożony wyginięciem (CR) żółw szylkretowy, narażone na wyginięcie (VU) krokodyl amerykański, karetta, żółw skórzasty i żółw jadalny, a także m.in.: grzechotnik straszliwy, Bothrops asper, Mabuya unimarginata, Hemidactylus frenatus, czarnogwan środkowoamerykański, boa dusiciel, aga, Scinax staufferi, smiliska meksykańska, żaba owcza, bazyliszek pręgowany, Drymobius margaritiferus, Leptodeira frenata, ostrogłów brązowy, kribo, drzewnik żłobkowany i krokodyl meksykański.
W parku występuje 31 gatunków ssaków. Są to zagrożone wyginięciem (EN) czepiak czarnoręki, manat karaibski i tapir panamski, narażona na wyginięcie (VU) mazama jukatańska, a także m.in.: mazama ruda, skunksowiec pasiasty, łasica długoogonowa, wąsoliczek lejkowargi, Artibeus intermedius, owocowiec liścionosy, jaguar amerykański, puma płowa, ocelot wielki, ocelot nadrzewny, hirara amerykańska, jaguarundi amerykański, szopik dżunglowy, igłozwierz meksykański, grizon większy, kinkażu żółty, pancernik dziewięciopaskowy, tamandua północna, butlonos zwyczajny i grindwal krótkopłetwy.